# Carlo Emery

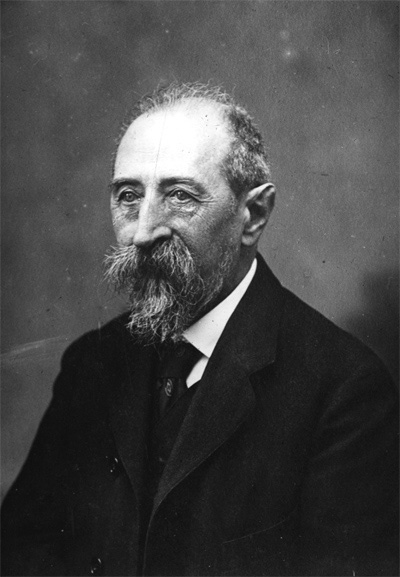
Carlo Emery

Carlo Emery (* 25. Oktober 1848 in Neapel; † 11. Mai 1925 in Bologna) war ein italienischer Entomologe.

## Leben und Wirken
Emerys Eltern waren Schweizer, die die italienische Staatsbürgerschaft erlangt hatten. Nach seinem Studiumabschluss in Medizin widmete sich Emery 1872 den Naturwissenschaften und spezialisierte sich auf die Zoologie. 1878 wurde er zum Professor für Zoologie an der Universität Cagliari ernannt und von 1881 bis zu seinem Ruhestand hielt er den Lehrstuhl für Zoologie an der Universität Bologna inne. Emery beherrschte mehrere Sprachen. Er sprach und schrieb Italienisch, Französisch, Englisch, Deutsch und Spanisch fließend, verstand jedoch auch andere Sprachen, darunter Russisch. Emery war ein talentierter Zeichner, der seine Werke selbst illustrierte. Er veröffentlichte zahlreiche Monographien, darunter über die Anatomie der Schlangen und über die visuelle Wahrnehmung bei Fischen. Hauptsächlich schrieb er jedoch über Ameisen, darunter 1901 über die Art Dinoponera longipes aus Peru, die mit einer Länge von 3 cm zu den größten Ameisen der Welt zählt. Emery war ein Fachmann auf dem Gebiet der Hautflügler (Hymenoptera). In seinen früheren Werken beschäftigte er sich vor allem mit Käfern.
Zwischen 1869 und 1925 veröffentlichte Emery über 300 entomologische Arbeiten, die sich vornehmlich mit den Aspekten der Taxonomie, der Morphologie und der Biogeographie von Hautflüglern, insbesondere Ameisen beschäftigten. Zu seinen wissenschaftlichen Erstbeschreibungen zählen 130 Ameisengattungen, 1057 Arten und 265 Unterarten. Für das Standardwerk Genera Insectorum von Philogène Auguste Galilée Wytsman verfasste er 1921 und 1922 die Abschnitte über die Ameisen. Neben seinen wissenschaftlichen Arbeiten schrieb er humorvolle, mit Illustrationen versehene Tiergedichte, die 1905 im Buch Zoologia popolare ovvero: La bestiale commedia veröffentlicht wurden.
Während eines Aufenthaltes in Bois-Bougy in der Schweiz im Jahr 1906 erlitt Emery einen Schlaganfall, der zur Lähmung der rechten Körperhälfte führte. Dadurch bedingt, lernte er in der Folgezeit mit der linken Hand zu schreiben und zu zeichnen.
Emerys Hautflüglersammlung ist im Museo di storia naturale Giacomo Doria in Genua aufbewahrt. Seine Käfersammlung befindet sich im Museo civico di zoologia di Roma.

## Dedikationsnamen
Nach Carlo Emery sind unter anderem die Arten Cardiocondyla emeryi, Cephalotes emeryi, Dorylus emeryi, Leptogenys emeryi, Melissotarsus emeryi, Mycetophylax emeryi, Tapinoma emeryanum, Temnothorax emeryi, Tetramorium emeryi, Tetraponera emeryi sowie die Gattung Emeryia benannt.

## Werke (Auswahl)
- Studii anatomici sulla Vipera Redii, 1873
- La cornea dei pesci ossei, contribuzione alla morfologia dell'occhio dei vertebrati, 1878
- Fauna und Flora des Golfes von Neapel und der angrenzenden Meeresabschnitte, 1880
- Corso di zoologia sistematica, per uso degli studenti delle università, 1884
- Beiträge zur Kenntniss der nordamerikanischen Ameisenfauna, 1893
- Die Gattung Dorylus Fab. Und die systematische Eintheilung der Formiciden, 1895
- La determinazione del sesso dal punto di vista biologico, 1904
- Hymenoptera. Fam. Formicidae. Subfam. Ponerinae, 1911
- Hymenoptera, Fam. Formicidae, Subfam. Dolichoderinae, 1912
- Compendio di zoologia, 1911
- Formicidae de Italie, 1916
- Hymenoptera. Fam. Formicidae. Subfam. Formicinae, 1925